# Lacul Sărulești
Lacul Sărulești (sau Big Fish Mecca) este un lac antropic amenajat pe Râul Mostiștea, la circa 40 de kilometri de București, într-o zonă de câmp, în perimetrul comunei Sărulești din județul Călărași.
Luciul de apă are 420 de hectare, lungimea lacului este de 20 de kilometri (între barajul de la Gurbănești și digul de la Tămădău), lățimea maximă ajunge la 600 de metri iar adâncimea lacului ajunge, pe alocuri, la 11 metri.
Pe fundul actualului lac, apărut dintr-o eroare hidrotehnică, în cadrul lucrărilor din anii 1983-1987 de a face Bucureștiul port la Dunăre, se află satele Ciofliceni și Pavliceni, plus părți întregi din Sărulești-sat, Preasna și Săndulița.

## Fauna piscicolă
Până la inundare, care a dus la creșterea nivelului apei cu cinci metri, în zonă existau mai multe ferme piscicole, iar acțiunea n-a mai lăsat timp pentru recoltarea peștilor din acele bazine. Peștele care s-a regăsit astfel în Lacul Sărulești a beneficiat, ulterior, de un biotop mai prielnic, iar apa foarte calcaroasă a determinat creșterea scoicilor, racilor și melcilor, hrană cu multe proteine care favorizează apariția unor exemplare gigantice de crap. Pe lângă speciile de răpitori, ca biban, șalău, știucă și somn, în lacul Sărulești există următoarele specii de pești: cteno, plătică, caras și babușcă.

## Recorduri de pescuit sportiv
Aici au fost stabilite recordurile mondiale la crap oglindă, un exemplar de 37,3 kg, prins de austriacul Christian Baldemeyer și la crap comun, 34,5 kg, capturat în mai 2001 de englezul Tim Paisley, iar în 2003, Erich Unger a stabilit recordul mondial la crap comun 34,64 kg.